# Brasão de armas do Tajiquistão

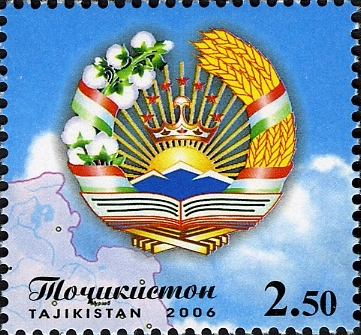
Representação do brasão num selo Tadjique de 2006

O brasão de armas do Tajiquistão é uma versão modificada do brasão de armas da antiga república soviética do URSS, utilizado até ao desmembramento da União Soviética em 1991. À semelhança de outras pós-repúblicas soviéticas não anteriores à Revolução de Outubro, o atual brasão de armas conserva alguns componentes da União Soviética.

## Descrição
A coroa no centro do logotipo é o mesmo que a Bandeira do Tajiquistão, e remete para a palavra persa Taj, que significa coroa, a partir do qual o nome do povo tajique deriva, de acordo com uma interpretação. A base do logotipo contém uma representação de um livro e as montanhas Pamir. O logotipo é ladeado por algodão de um lado e trigo do outro, assim como uma bandeira nacional de vermelho, branco e verde, as cores do Tajiquistão, é acondicionada em torno do algodão e do trigo.

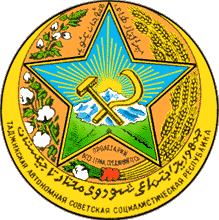
1929-1932
1936-1937
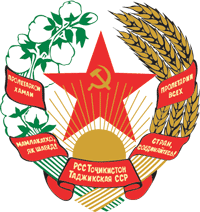
Brasão de armas até 1991
1992 - 1993